# Alphonse Lecointe
Pour les articles homonymes, voir Lecointe.
Alphonse-Théodore Lecointe, né le 12 juillet 1817 à Évreux et mort le 23 décembre 1890 à Paris, est un général et homme politique français.

## Biographie

### Années de formation
Fils de Jacques-Pierre Lecointe, major d'infanterie, Alphonse est élève au collège d’Évreux puis rentre à l'école de Saint-Cyr en 1837 et devient successivement sous-lieutenant d'infanterie (1839), lieutenant (1842), capitaine (1848), et major (1854).

### Guerre de Crimée
Il prit part à la guerre de Crimée comme chef de bataillon au 10e régiment de ligne, fut attaché au corps du général Bosquet et assista à la bataille de l'Alma et à la bataille de Malakoff, le 8 septembre 1855. Il alla prendre part en Algérie à l'expédition de la Grande-Kabylie, s'empara du Fort l'Empereur, et revint en France au moment de la guerre d'Italie.

### Campagne d'Italie (1859)
Sa division, qui appartenait au 3e corps, sous les ordres de Mac-Mahon, contribua au succès de la bataille de Magenta, en dégageant à Buffalora la division des grenadiers de la garde, très éprouvée. Blessé le même jour et promu lieutenant-colonel le 18 juin, il vint en garnison à Paris après la guerre, et fut promu colonel en 1864. 

### Guerre de 1870
Appelé, en 1866, au commandement du 2e régiment de grenadiers de la garde impériale, il fit, à la tête de ce régiment, la Guerre franco-allemande de 1870 à l'armée du Rhin ; enfermé dans Metz, il fut blessé à Rezonville, s'échappa au moment de la capitulation, et rejoignit l'Armée du Nord, dirigée par Faidherbe, où il fut nommé, le 14 novembre, au commandement d'une brigade du 22e corps. Après la retraite d'Amiens, commandant du 22e corps dédoublé, il assista aux combats de Pont-Noyelles, Bapaume et Saint-Quentin. Toutes communications étant alors coupées entre l'armée du Nord et le reste de la France, le 22e corps, qui comptait encore 18 000 combattants et 60 bouches à feu, reçut ordre de s'embarquer à Dunkerque pour rallier Cherbourg et l'armée de Normandie.

### Gouverneur militaire de Lyon puis de Paris
Promu général de division, le 16 septembre 1871, le général Lecointe fut mis en disponibilité, puis rappelé à l'activité en 1873, comme commandant de la 1re division du 1er corps à Lille. Placé à la tête du 17e corps à Toulouse en 1878, puis du 14e corps (Lyon) l'année suivante, en janvier 1880, il devint gouverneur militaire de Lyon, et, en 1881, remplaça le général Clinchant en tant que gouverneur militaire de Paris.

### Carrière politique
Il fut élu, le 26 février 1882, sénateur de l'Eure, en remplacement de Jean-Louis Lepouzé invalidé et décédé entre-temps. Il siégea à gauche, soutint les ministères républicains, et fut réélu, au renouvellement triennal du 6 janvier 1885. Il reprit sa place à gauche, et continua de voter avec les républicains de la Chambre haute, tout en s'abstenant sur l'expulsion des princes. En dernier lieu, il s'est prononcé pour le rétablissement du scrutin d'arrondissement, pour le projet de loi Lisbonne restrictif de la liberté de la presse, pour la procédure à suivre devant le Sénat contre le général Boulanger. Le général Lecointe a été maintenu dans le cadre d'activité, sans limite d'âge, comme ayant commandé en chef devant l'ennemi.
Ses obsèques sont célébrées en l'église Saint-Sulpice de Paris et il est inhumé à Magny-en-Bessin.

## Distinctions
- Grand officier de la Légion d'honneur